# Atmosfera (unidade)
O termo atmosfera (símbolo: atm) refere-se a uma unidade de pressão. Esta unidade é reconhecida, mas não recomendada, por não pertencer ao Sistema Internacional de Unidades (SI). O SI recomenda o uso da unidade de pressão pascal (símbolo Pa).
Apesar desta recomendação, a persistência na utilização desta unidade advém da facilidade de conversão para metros de coluna de água (1 atm = ~10 m de coluna de água) pelo que em canalizações, máquinas hidráulicas e em aplicações relacionadas com o mergulho e à sua fisiologia.

## Equivalência
A pressão de 1 atm corresponde à pressão exercida por uma coluna de 760 mm contendo mercúrio, massa específica 13 595,1 kg/m³, sujeita a uma aceleração da gravidade de 9,80665 m/s².
As seguintes relações são válidas:
- 1 atm = 101 325 Pa = 101,325 kPa = 1,01325 bar = 760 mmHg

Quando a pressão em atmosferas é igual à unidade (1 atm), esta condição recebe o nome de atmosfera padrão.
Uma atmosfera padrão, ao nível do mar, possui as seguintes características:
- P = 101 325 Pa (pressão)
- ρ = 1,225 kg/m³ (massa específica)
- T = 288,15 K (temperatura)